# 한국의학교육학회
한국의학교육학회(The Korean Society of Medical Education)는 한국 의학교육의 발전을 위하여 의학교육의 목표, 내용, 방법 및 평가와 이에 관련된 모든 분야에 대한 체계적이고 과학적인 연구, 그 지식의 보급과 회원 상호간의 학술교류와 친목도모를 목적으로 설립된 대한민국의 학술단체이다. 사무실은 서울특별시 종로구 동숭동 199-1 서울의대 분관 내에 있다.

## 한국의학교육학회지
한국연구재단(KCI) 등재 후보지. 한국의학교육학회의 공식간행물이다. 창간년도는 1989년이다. 본 학회지의 간기는 연4회이며, 발행은  3월 1일, 6월 1일, 9월 1일, 12월 1일에 발간된다. 사용하는 언어는 한국어와 영어를 사용하고 있다.